# Blaž Rola
Blaž Rola (Ptuj, 5 ottobre 1990) è un tennista sloveno.
Ha vinto un torneo del circuito maggiore in doppio, specialità nella quale ha vinto anche diversi titoli nei circuiti minori ma non è mai entrato nella top 100 del ranking ATP. In singolare ha invece raggiunto la 78ª posizione del ranking nel gennaio 2015, ha disputato i quarti di finale in un torneo del circuito ATP e ha vinto diversi tornei dei circuiti minori. Ha esordito nella squadra slovena di Coppa Davis nel 2010.

## Carriera

### Tra gli juniores e nei tornei di college statunitensi
Gioca nell'ITF Junior Circuit tra il 2005 e il 2008, vince alcuni tornei minori e il suo miglior ranking di categoria è il 46º posto nell'agosto 2008. In seguito gioca tre anni per la squadra di tennis della Ohio State University nei campionati di College degli Stati Uniti. Tra il 2011 e il 2013 viene nominato tre volte All-American in singolare. Nel 2011 viene inserito tra i Big Ten Freshman of the Year e gli viene assegnato un Academic All-Big Ten honoree. Nel 2012 si aggiudica il titolo NCAA in doppio e nel 2013 quello in singolare. Chiude la sua ultima stagione americana con un record di 32 vittorie e una sconfitta in singolare, che gli vale la seconda posizione nel ranking statunitense di college e il titolo di Ohio State Male Athlete of the Year.

### 2008-2013, primi titoli ITF e Challenger e debutto in Coppa Davis
Debutta tra i professionisti nel 2008 con una sconfitta nel torneo Futures Slovenia F2 e due mesi dopo vince il suo primo incontro nel Futures Austria F2. Nel giugno 2010 raggiunge la prima finale Futures allo Slovenia F1 e due settimane dopo alza il suo primo trofeo vincendo lo Slovenia F3. In luglio fa il suo esordio nella squadra slovena di Coppa Davis vincendo contro il bulgaro Valentin Dimov. Dopo alcuni tentativi falliti di qualificarsi in un torneo Challenger, nel 2012 esordisce nella categoria qualificandosi per il main draw dell'I Marbella Open e arriva in semifinale, superando tra gli altri il nº 148 ATP Inigo Cervantes. L'anno dopo vince in giugno la medaglia d'oro in singolare e in doppio ai XVII Giochi del Mediterraneo in Turchia, in agosto raggiunge la sua prima finale Challenger in singolare a Rio de Janeiro e a novembre vince il primo titolo Challenger in doppio a Toyota. Chiude il 2013 entrando tra i top 200 del ranking ATP in singolare.

### 2014, esordi nel circuito maggiore e top 100
Nel gennaio 2014 accede per la prima volta a un torneo del Grande Slam superando le qualificazioni agli Australian Open; al primo turno del tabellone principale batte per la prima volta un top 100, il nº 55 Federico Delbonis, e al secondo perde con Martin Kližan. Il 2 marzo vince il suo primo titolo Challenger a Guangzhou battendo in finale in tre set Yūichi Sugita. Altri buoni risultati nei Challenger successivi gli consentono di entrare nella top 100 il 12 maggio 2014. Fallisce quindi le qualificazioni agli Internazionali d'Italia, alla sua prima esperienza in un Masters 1000, e al Roland Garros, dove perde 10-12 nell'ultimo set del terzo e decisivo turno di qualificazione. Grazie all'ingresso nei primi cento del ranking ATP, accede di diritto al tabellone principale di Wimbledon ed elimina al debutto Pablo Andújar prima di incontrare il detentore del titolo, Andy Murray, al quale riesce a strappare soltanto due giochi. In agosto supera per la prima volta le qualificazioni di un Masters 1000 a Cincinnati e viene eliminato al primo turno. In agosto fa il suo debutto agli US Open e al primo turno perde al quinto set contro il nº 37 del mondo Fernando Verdasco. In novembre viene eliminato nel round robin delle ATP Challenger Tour Finals nonostante la vittoria sul nº 77	ATP Diego Schwartzman, che si aggiudicherà il titolo.

### 2015-2017, quarti di finale in un torneo ATP e alcuni titoli Challenger
I buoni risultati lo portano il 5 gennaio 2015 al 78º posto mondiale, che rimarrà il suo best ranking; inizia la nuova stagione con 4 sconfitte consecutive ma si riscatta in febbraio all'Argentina Open, dove per la prima volta raggiunge i quarti di finale in un torneo ATP. In aprile vince il secondo titolo Challenger in singolare a Santos e nel corso della stagione si aggiudica tre titoli Challenger in doppio in coppia con Chase Buchanan. Nella parte finale del 2015 raggiunge in singolare 3 semifinali Challenger e vince un solo incontro nei tornei ATP, chiudendo l'annata al 144º posto del ranking. Con questa classifica rimane concentrato soprattutto nei tornei Challenger e nel 2016 vince un solo incontro ATP al Brasil Open. In giugno arriva in finale nel Challenger di Perugia, persa contro Nicolás Kicker, ed è il risultato più significativo della stagione. Anche nel 2017 gioca solo nei tornei Challenger, a parte le qualificazioni che non supera al Roland Garros e agli US Open. In marzo si ritrova al 300º del ranking, la peggiore posizione dal luglio 2013. Si riprende in classifica raggiungendo i quarti di finale in marzo a Panama e ai primi di aprile a Drummondville, e soprattutto a fine mese vince a Tallahassee il suo terzo titolo Challenger, battendo in finale in tre set Ramkumar Ramanathan. Negli altri tornei stagionali non va oltre i quarti di finale. In ottobre vince il torneo di doppio al Lima Challenger.

### 2018-2020, un titolo Challenger in singolare e uno in doppio
Inizia il 2018 arrivando in semifinale al Bangkok Challenger e a fine marzo raggiunge la finale al Qujing International Challenger, persa in tre set contro Malek Jaziri. Due settimane dopo perde anche la finale a Panama per mano di Carlos Berlocq. Anche nel 2018 non entra in alcun main draw nei tornei dello Slam, venendo eliminato nelle qualificazioni di tutti e quattro, né del circuito ATP. Di rilievo a fine stagione la finale al Las Vegas Tennis Open, persa da Thanasi Kokkinakis, la vittoria sul nº 61 del mondo Tennys Sandgren a Knoxville, dove esce nei quarti, e la semifinale a Champaign di dicembre. Chiude il 2018 al 188º posto del ranking. Nella prima parte del 2019 non ottiene risultati notevoli, a fine aprile torna a disputare una finale e supera Liam Broady al Challenger di León. Al Roland Garros supera le qualificazioni e torna a disputare un incontro del tabellone principale di uno Slam per la prima da Wimbledon 2015, esce però al primo turno perdendo in tre set da Mikael Ymer. Risolleva la propria classifica con quattro semifinali e quattro quarti di finale nei tornei Challenger, e chiude l'anno in 145ª posizione del ranking dopo essere stato 127º in agosto. In doppio torna a vincere un Challenger a novembre a Charlottesville. Nel febbraio 2020 raggiunge i quarti a Bangalore, ed è il miglior risultato prima della pausa del tennis mondiale per la pandemia di COVID-19. A fine anno disputa la semifinale a Biella e i quarti a Marbella.

### 2021-2022, altri titoli Challenger, infortunio e crollo nel ranking
Nel marzo 2021 vince in coppia con Blaž Kavčič il torneo di doppio a Zara. In aprile torna a conquistare un titolo in singolare a distanza di 2 anni dall'ultima affermazione, battendo lo stesso Kavčič nella finale dello Split Open I di Spalato. Nel prosieguo della stagione raggiunge per tre volte i quarti di finale in singolare nei Challenger e sfiora la qualificazione agli US Open, sconfitto al terzo set nell'incontro decisivo da Henri Laaksonen, mentre in doppio raggiunge la semifinale al Bratislava Open e a novembre vince il Knoxville Challenger assieme a Malek Jaziri. Nel gennaio 2022 perde la finale in doppio al Challenger di Bendigo in coppia con Enzo Couacaud. Sconfitta a febbraio in entrambi gli incontri disputati nella sfida di Coppa Davis con il Cile, gioca un paio di tornei, si infortuna a un ginocchio e a maggio inizia un lungo periodo di riabilitazione.

### 2023, primo titolo ATP e un titolo Challenger in doppio
Rientra nel febbraio 2023 per la sfida di Coppa Davis contro la Turchia e perde l'incontro di doppio. Torna a giocare ad aprile, quando si trova al 1131º posto nel ranking di singolare, e a fine mese vince un torneo ITF. A luglio si spinge fino alla semifinale del Challenger 125 di Salisburgo e rientra nella top 500. A fine mese conquista il suo primo titolo del circuito maggiore in doppio al Croatia Open Umag in coppia con Nino Serdarušić, sconfiggendo in finale Andrea Vavassori / Simone Bolelli per 4-6, 7-6, [15-13]. A settembre vince il doppio al Challenger 100 di Tulln an der Donau in coppia con Zdeněk Kolář e a novembre rientra nella top 200.

### 2024-2025
Nel 2024 gioca poco tra i professionisti, in singolare vince solo alcuni incontri in tornei ITF e nelle qualificazioni dei Challenger, mentre in doppio disputa solo tre tornei Challenger e vince un solo match. Nel 2025 limita i suoi impegni ai tornei sloveni per club.

## Statistiche
Aggiornate al 9 settembre 2023.

### Doppio

#### Vittorie (1)
| Legenda              |
| Grande Slam (0)      |
| ATP Finals (0)       |
| ATP Masters 1000 (0) |
| ATP Tour 500 (0)     |
| ATP Tour 250 (1)     |

| N. | Data           | Torneo                   | Superficie  | Compagno        | Avversario in finale            | Punteggio            |
| 1. | 29 luglio 2023 | Croatia Open Umag, Umago | Terra rossa | Nino Serdarušić | Andrea Vavassori Simone Bolelli | 4-6, 7-6(2), [15-13] |

### Tornei minori

#### Singolare

##### Vittorie (15)
| Legenda tornei minori |
| Challenger (5)        |
| ITF (10)              |

| N.  | Data             | Torneo                                     | Superficie  | Avversario in finale | Punteggio        |
| 1.  | 13 giugno 2010   | Slovenia F3, Maribor                       | Terra rossa | Gyorgy Balazs        | 2-6, 6-4, 6-4    |
| 2.  | 15 agosto 2010   | Austria F3, Bad Waltersdorf                | Terra rossa | Pascal Brunner       | 7-5, 6-3         |
| 3.  | 1º luglio 2012   | USA F17, Innisbrook                        | Terra rossa | Luis David Martínez  | 6-2, 6-1         |
| 4.  | 29 luglio 2012   | Austria F3, Bad Waltersdorf                | Terra rossa | Nicolas Reissig      | 6-3, 6-2         |
| 5.  | 26 agosto 2012   | Croatia F8, Vinkovci                       | Terra rossa | Toni Androić         | 6-2, 6-2         |
| 6.  | 9 settembre 2012 | Austria F9, Vogau                          | Terra rossa | Mario Haider-Maurer  | 6-2, 7-6(5)      |
| 7.  | 16 giugno 2013   | Mexico F12, Playa del Carmen               | Terra rossa | Jose Pereira         | 7-6(6), 6-4      |
| 8.  | 31 agosto 2013   | Poland F5, Bytom                           | Terra rossa | Filip Krajinović     | walkover         |
| 9.  | 5 settembre 2013 | Armenia F1, Erevan                         | Terra rossa | Boy Westerhof        | 6-2, 6-4         |
| 10. | 2 marzo 2014     | ATP Challenger Guangzhou, Guangzhou        | Cemento     | Yūichi Sugita        | 6(4)-7, 6-4, 6-3 |
| 11. | 26 aprile 2015   | Santos Brasil Tennis Open, Santos          | Terra rossa | Germain Gigounon     | 6-3, 3-6, 6-3    |
| 12. | 29 aprile 2017   | Tallahassee Tennis Challenger, Tallahassee | Terra verde | Ramkumar Ramanathan  | 6-2, 6(6)-7, 7-5 |
| 13. | 28 aprile 2019   | Torneo Internacional Challenger León, León | Cemento     | Liam Broady          | 6-4, 4-6, 6-3    |
| 14. | 11 aprile 2021   | Split Open, Spalato                        | Terra rossa | Blaž Kavčič          | 2-6, 6-3, 6-2    |
| 15. | 30 aprile 2023   | M15 Monastir, Monastir                     | Cemento     | Adrien Gobat         | 7-6(4), 6-2      |

##### Finali perse (12)
| Legenda tornei minori |
| Challenger (7)        |
| ITF (5)               |

| N.  | Data            | Torneo                                             | Superficie  | Avversario in finale | Punteggio     |
| 1.  | 30 maggio 2010  | Slovenia F1, Kamnik                                | Terra rossa | Marcel Zimmermann    | 6-3, 2-6, 4-6 |
| 2.  | 25 luglio 2010  | Italy F18, Modena                                  | Terra rossa | Matteo Viola         | 1-6, 6-4, 1-6 |
| 3.  | 15 luglio 2012  | Austria F1, Telfs                                  | Terra rossa | Marc Rath            | 6-2, 3-6, 2-6 |
| 4.  | 15 luglio 2012  | Croatia F7, Čakovec                                | Terra rossa | Peter Heller         | 4-6, 0-6      |
| 5.  | 11 agosto 2013  | Rio Tennis Cup, Rio de Janeiro                     | Terra rossa | Agustín Velotti      | 3-6, 4-6      |
| 6.  | 20 ottobre 2013 | Croatia F11, Ragusa                                | Terra rossa | Janez Semrajc        | 4-6, 7-5, 3-6 |
| 7.  | 23 marzo 2014   | Panama Challenger, Panama                          | Terra rossa | Pere Riba            | 5-7, 7-5, 6-2 |
| 8.  | 20 aprile 2014  | São Paulo Challenger de Tênis, San Paolo           | Terra rossa | Rogério Dutra Silva  | 4-6, 2-6      |
| 9.  | 19 giugno 2016  | Internazionali di Tennis Città di Perugia, Perugia | Terra rossa | Nicolás Kicker       | 6-2, 3-6, 0-6 |
| 10. | 25 marzo 2018   | Qujing International Challenger, Qujing            | Cemento     | Malek Jaziri         | 6(5)-7, 1-6   |
| 11. | 7 aprile 2018   | Panama Challenger, Panama                          | Terra rossa | Carlos Berlocq       | 2-6, 0-6      |
| 12. | 28 ottobre 2018 | Las Vegas Tennis Open, Las Vegas                   | Cemento     | Thanasi Kokkinakis   | 4-6, 4-6      |